# Kamp Markhove
Kamp Markhove was, net als Kamp Proven, een sub-werkkamp van het concentratiekamp Buchenwald, in de provincie West-Vlaanderen in België tijdens de Tweede Wereldoorlog. Kamp Markhove functioneerde van 28 juli tot 2 september 1944 als concentratiekamp voor politieke gevangenen en dwangarbeid.

## Huisvesting

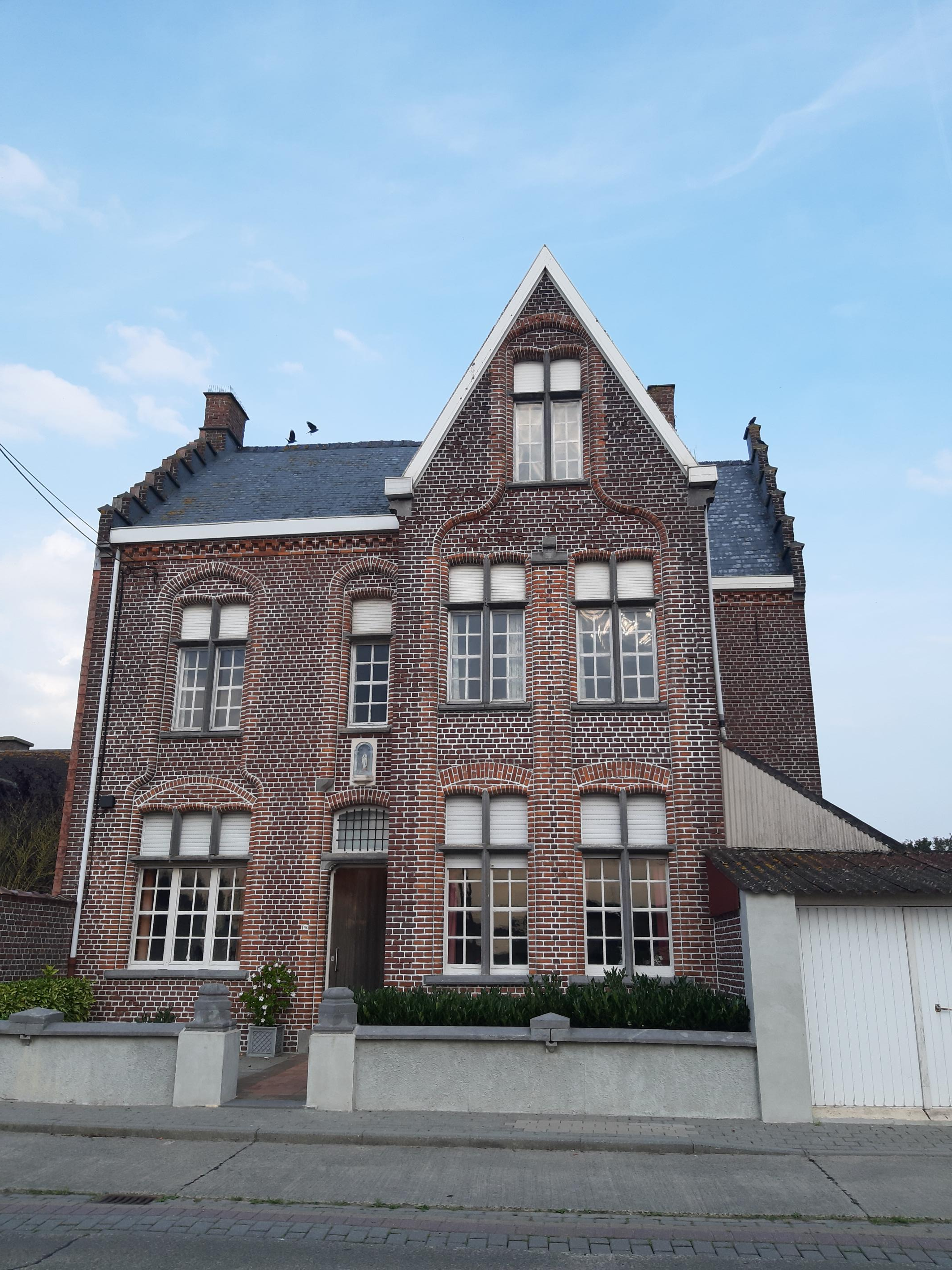
Statig herenhuis anno 2021

Kamp Markhove bevond zich in de Ichtegemstraat ter hoogte van huisnummer 96, in het gehucht Markhove, in de gemeente Kortemark. Het kamp uit een herenhuis en schoolgebouwen van de Katholieke lagere wijkschool. Het herenhuis werd gebruikt door de officieren van de SS-Baubrigade I. De politieke gevangenen werden gehuisvest in de Markhove school omzoomd met prikkeldraad. De schoolgebouwen werden afgebroken in 1987. Het herenhuis is in 2021 nog intact.

## SS-Baubrigade I
De in oktober 1942 opgerichte SS-Baubrigade (in het concentratiekamp Sachsenhausen) beheerde het kamp Markhove. De verantwoordelijken van de SS waren SS-Obersturmführer Georg Braun en SS-Hauptscharführer Otto Högelow. Begin maart 1943 werden 1000 gevangenen overbracht naar het Kamp Sylt op het Kanaaleiland Alderney. Daar moesten de gevangenen die ondergeschikt zijn aan het concentratiekamp Neugammen vestingen bouwen namens het Opperbevel van de Wehrmacht en de Organisation Todt vanwege een gevreesde invasie van de geallieerden. Kort na D-Day, op 22 juni 1944, werden ze verscheept naar Saint-Malo en nadien op een trein gezet richting België. Men diende herhaaldelijk van route te veranderen omdat de sporen opgeblazen of gebombardeerd waren. Op 28 juli 1944 kwamen ze aan in Kortemark.

## Doel oprichting Kamp Markhove en Proven
De SS-Baubrigade I was van 28 juli tot 2 september 1944 vijf weken gestationeerd in Kortemark en Proven. Toen het noodzakelijk werd om de SS-Baubrigade I uit Alderney terug te trekken vanwege de geallieerde landing in Normandië, moesten de gevangenen lanceerplatforms voor V-1 raketten bouwen in België. De verantwoordelijke eenheid van de Wehrmacht, SS-Commandant Gerhard Weigel, regelde de huisvesting in het Vlaamse controlegebied, ten noorden van Poperinge tussen Diksmuide en Kortemark. Otto Högelow was SS-Hauptscharführer en hoofd van de SS-wachters.

## Politieke gevangenen
Op 28 juli 1944 kwam er in Kortemark een trein aan met 553 politieke gevangenen uit Polen, Oekraïne, Wit-Rusland, Tsjechië en Nederland. 335 van hen bleven in Kortemark, waar ze werden 'gehuisvest' in de Markhove school, 218 van hen werden naar Proven gebracht. Diverse categorieën van gevangenen waren aanwezig in Markhove, elke categorie kreeg een merkteken.

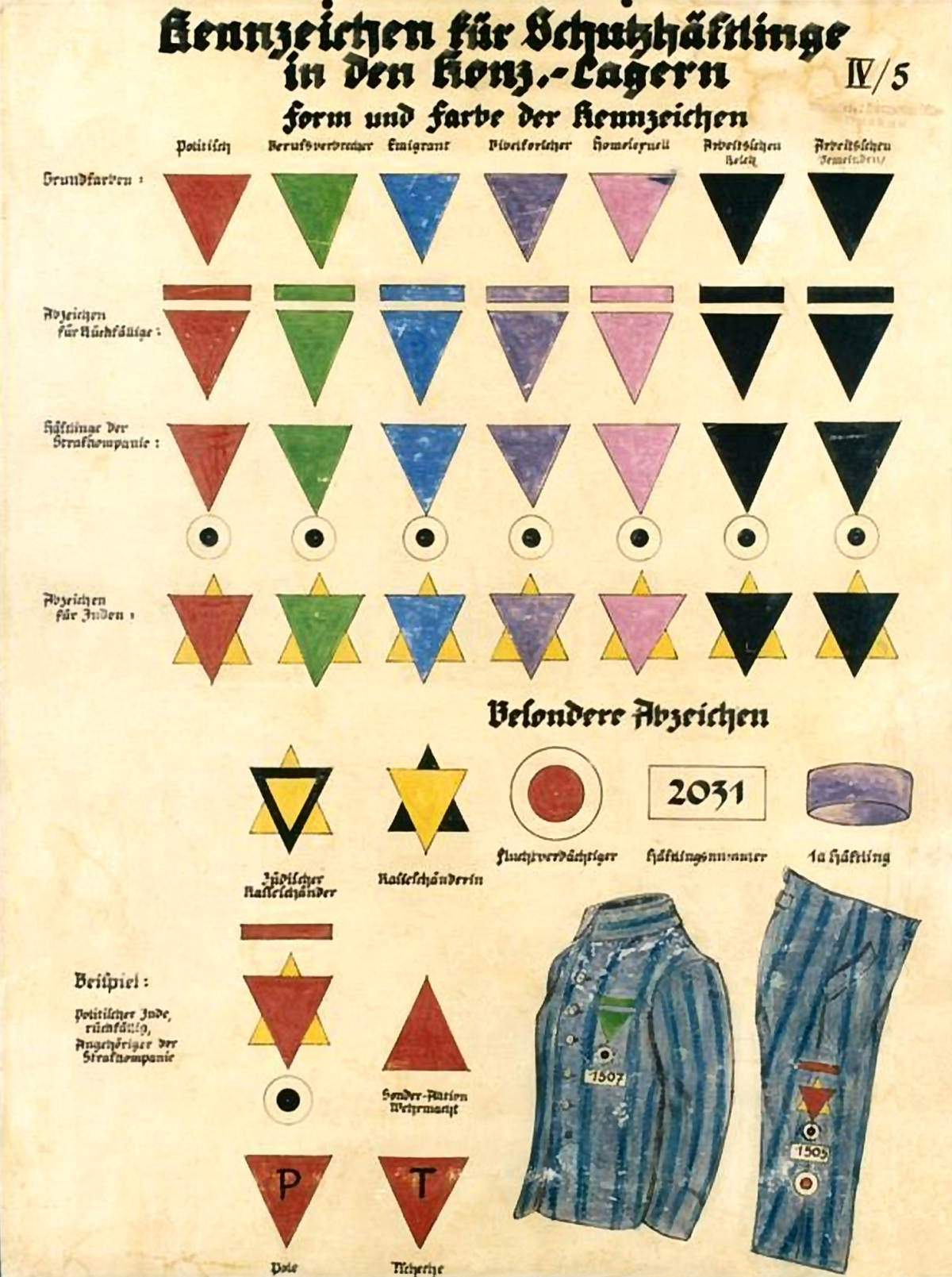
Merktekens in Duitse concentratiekampen

### De politieke gevangenen
De politieke gevangenen droegen de rode driehoek en een nummer op hun uniform. In die driehoek stond een letter die de nationaliteit aanduidde: R voor Russe, P voor Pole enz. Sylwester Kukuła, Jan Wojtaś en dokter Gommert Krijger waren alle drie politieke gevangenen. Hun 'misdrijven' waren verschillend: zo werd de Nederlandse dokter Gommert Krijger opgepakt omdat hij koperen en tinnen voorwerpen had verstopt in plaats van ze in te leveren. Jan Wojtaś had de leiding over een spoorwegstation en werd nog voor de oorlog, in de late herfst van 1938, opgepakt wegens deelname aan geheime Poolse tegenkanting tegen de nazi's.

### De Getuigen van Jehova
De Getuigen van Jehova droegen een paarse driehoek. Getuigen weigerden militaire dienst en wilden de oorlog op geen enkele manier steunen. De Getuigen bij de SS-Baubrigade klitten samen, onderhielden het gebed en vastten op vrijdag. De andere gevangenen respecteerden dit en zij kregen het vertrouwen van de SS. Ze werkten in de keuken en in de administratie. Tijdens de bewogen treinreis door Frankrijk werden er enkele van hen in elke wagon geplaatst en zij mochten water bijhalen voor de andere gevangenen. De meest bekende Getuige was Erich Frost (1900-1987), de componist van "Fest Steht", een van de meest populaire hymnen van de Getuigen van Jehova. Zij vormden een groep van 53 gevangenen. Overwegend Duitsers, één Oostenrijker en negen Nederlanders.

### De criminelen
De berufsverbrecher waren kleine groepen van beroepscriminelen. Zij droegen een groene driehoek en waren met 20 tot 30 aanwezig in het kamp.

### De asocialen
De zwarte driehoek was voor 'asociale elementen'. Hieronder vielen werkweigeraars, dienstweigeraars, prostituees, alcoholisten en veel niet tot arbeid in staat zijnde zwakzinnigen. Zigeuners kregen aanvankelijk ook een zwarte driehoek omdat 'hun gedrag en cultuur die hen afzonderde van de maatschappij' eveneens als asociaal werd gezien. Later kregen ze een bruine driehoek. Hoewel er geen structureel vervolgingsbeleid tegen lesbiennes bestond, werden zij onder de noemer 'asociaal' in concentratiekampen opgesloten. Zij waren met 15.

### Verzamelnaam politieke gevangenen
De grote meerderheid van de gevangenen waren politieke gevangenen. Daarom werden gekozen voor de verzamelnaam politieke gevangenen. In Kortemark is er een straat genoemd naar deze gevangenen, namelijk de Politieke gevangenenstraat. De Duitse politieke gevangenen waren doorgaans socialisten of communisten. De Poolse politieke gevangenen waren doorgaans voor verzetsactiviteiten opgepakt. Indien zij Duits spraken, mochten ze Volksduitser worden. Ook Sylwester Kukuła kreeg dit aanbod, maar hij verkoos om Pool te blijven. De Russen werden alleen als politieke gevangenen bestempeld omdat ze uit de Sovjet-Unie kwamen. Het merendeel van de gevangen Russen, Oekraïners en Wit-Russen verafschuwden het regime van Stalin omwille van de gedwongen collectivisering in de jaren 1930 en de Goelagkampen.

## Dwangarbeid

### Buiten het kamp
De gevangenen in Kortemark moesten het betonwerk aanleggen voor V1-Lanceerbasissen. In West-Vlaanderen waren er 37 lanceerhellingen voorzien. De dwangarbeiders werden doorgaans met bussen of vrachtwagens naar de bouwwerven gebracht. Het materiaal voor de betonconstructies werd per boot aangevoerd in Ieper en Izegem. Alleen het water dienden de arbeiders in de buurt te zoeken. Daarvoor werden plaatselijke landbouwers aangesproken om hun paard en giertank ter beschikking te stellen. Dikwijls was dit de ideale gelegenheid om een ontsnappingspoging te ondernemen en doken ze onder bij de lokale bevolking.

### In het kamp
Enkele gevangen werkten in het kamp zelf. Zij kregen speciale taken. Sylwester Kukuła werkte in de wasserij. Jan Wojtaś was "Lagerälteste" of "Blockälteste" (kapo). Dat betekende dat hij er bijvoorbeeld verantwoordelijk voor was dat de barak netjes werd achtergelaten, maar dat hij zelf niet mee moest naar de bouwwerven. Dokter Gommert Krijger werkte in de ziekenbarak samen met een SS-tandarts en diende ook SS'ers te behandelen.

## Ontsnappingspoging en klein verzet
Op 31 augustus 1944 kregen de gevangenen de opdracht om zich voor te bereiden op hun vertrek. Zij zouden op 1 september richting Duitsland te vertrekken. Veel gevangenen vermoedden dat Buchenwald hun bestemming werd. Aangezien de plaatselijke bevolking hen vriendelijk gezind was, besloten ze om een ontsnappingspoging te ondernemen.
Op 1 september 1944 waagden zich (vermoedelijk) 42 gevangenen aan een ontsnappingspoging. Drie gevangenen worden bij die poging neergeschoten, maar 39 zullen uit de handen van de Duitsers blijven.
De eerste SS-bewaker bij de grote poort vluchtte toen met de gevangenen mee weg. De tweede SS-bewaker schoot twee gevangenen neer.
Na een klopjacht met honderd SS'ers en Wehrmacht-soldaten werd er nog één gewonde gevonden op de Ruidenberg en voor de ogen van de achtergebleven gevangenen neergeschoten.
De stationering in België confronteerde de SS'ers een eerste keer met een totaal nieuwe situatie. De SS-Baubrigade I opereerde een eerste keer in vijandig gebied.

## Handhaving en controle van het kamp
De handhaving en controle van het kamp verliep heel moeilijk aangezien:
- De lokale bevolking de gevangenen openlijk hielp
- Er waren gewapende pogingen om de gevangenen te helpen ontsnappen
- Geen enkele ontsnapte gevangene werd terug gevat.[5]

## Sympathie van de bevolking
Vanaf hun aankomst met de trein in Kortemark, ervaarden de gevangenen de volledige sympathie van de bevolking.

## Getuigenissen
Willi Kreuzberg verklaarde: "Iedereen zwaaide en begroette hen! De Belgen begrepen snel wie we waren. De SS werd angstig en duwde degenen terug die vanuit de ramen konden worden gezien. We waren niet geïntimideerd. We voelden dat wie hier wist te ontsnappen zou worden aanvaard en verborgen".
Helmut Koeller herinnerde zich: "Wij gevangenen in Vlaanderen hebben misschien een leven; het was het beste concentratiekamp aller tijden! Het Belgische volk bracht ons gevangenen alles; tabak, brood en fruit, snoep, suiker, enz. Het Rode Kruis bracht ons drie keer per week snoep, fruit en tabak!"

## Slachtoffers en weggevoerde gevangenen

### Slachtoffers
Tijdens de grote ontsnappingspoging in Kortemark vielen drie doden: Jozef Lammel, Rudi Busch en Stanisław Mróz. Jozef Devloo, die het oude herenhuis kocht, was getuige van de executie van Stanisław Mróz, een jonge Pool.

### Respectvol begraven

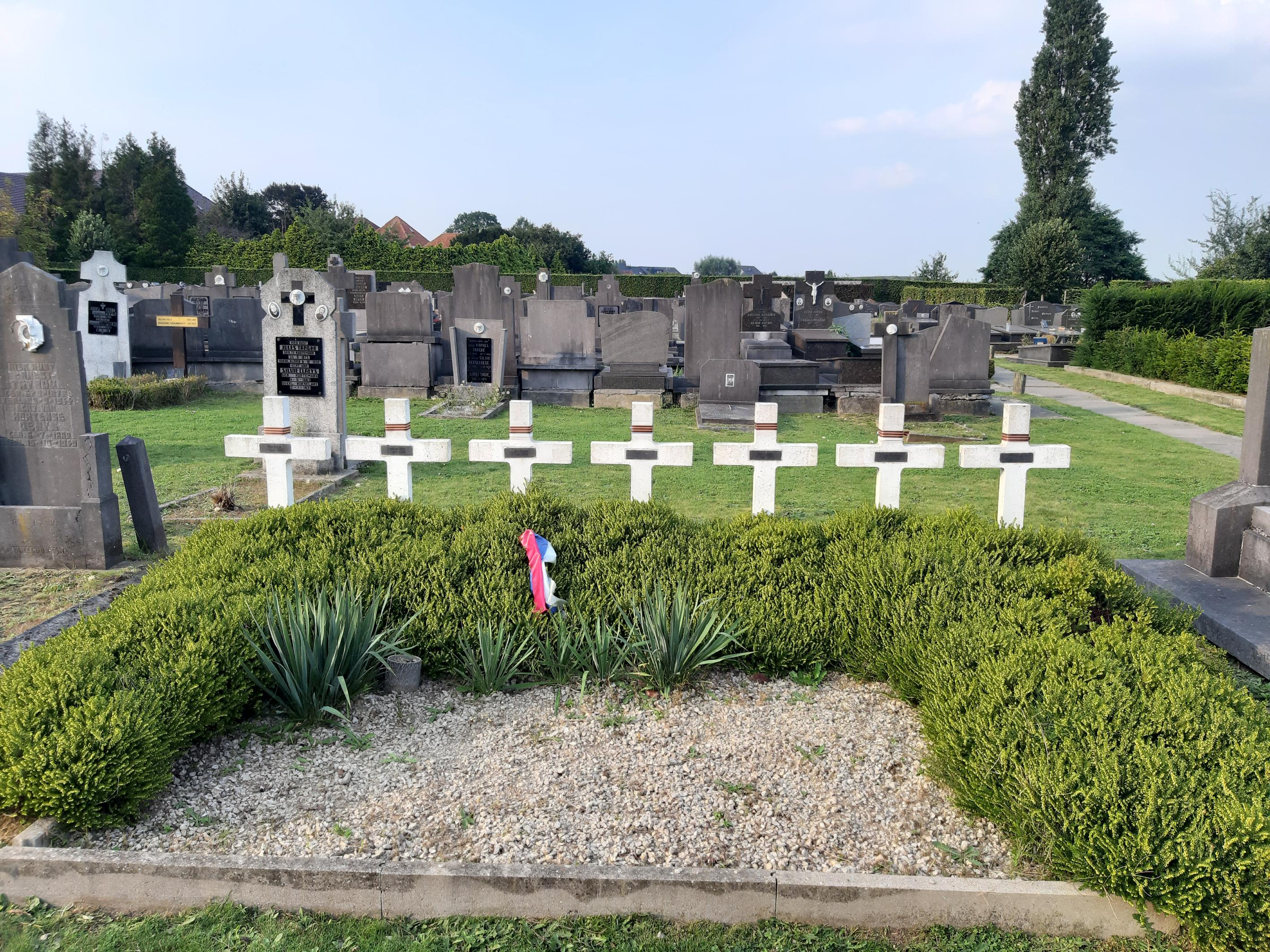
Kerkhof Kortemark: zeven overleden gevangenen in Kamp Kortemark Proven

Op het kerkhof van Kortemark kregen zeven grafzerken een aparte plek. De drie andere lijken zijn na de oorlog in kisten terug naar huis gebracht naar Rusland en Oekraïne.
Van links naar rechts liggen daar begraven:
1. Rudi Busch (46 jaar), een handwerker uit de buurt van Dresden, neergeschoten op 1 september 1944
2. Stanisław Mróz (26 jaar), een Pool uit de omgeving van Poznań geëxecuteerd op 1 september 1944
3. Sergej Bondar, een Oekraïner overleden aan tbc op 7 augustus 1944
4. Sergej Maslij, een Oekraïner overleden aan tbc op 3 augustus 1944
5. Jozef Lammel (44 jaar), een Sudeten-Duitser uit Aussig in Tsjechië. Neergeschoten op 1 september 1944
6. Grigory Alessenko, een Wit-Rus overleden aan tbc op 14 augustus
7. Władysław Lubecki (48 jaar), een Poolse kapper. Hij werd zwaargewond aan de ogen tijdens de schietpartij bij Toul (op 26 juli) waarbij zeventien mensen omkwamen.

De slachtoffers liggen niet in volgorde van overlijden begraven omdat ze eerst elders in een put waren gegooid. Władysław Lubecki bij het station van Kortemark, de anderen in de buurt van het kamp.

### Weggevoerden
Op 2 september 1944 vertrekt de rest van de groep richting Duitsland. Van de 553 gevangenen die op 28 juli aankwamen met de trein (Station Kortemark), zijn er 130 te kort: 10 zijn overleden, in totaal zijn er 120 ontsnapt.
Later in september 1944 werden 550 gevangenen van de SS Bouwbrigade I overgeplaatst naar Rehungen om infrastructuurwerkzaamheden voor de SS uit te voeren. In Hohlstedt werd ook een tak van het belangrijkste kamp Rehungen opgericht voor 200 tot 300 gevangenen, waar de gevangenen spoorwerkzaamheden moesten uitvoeren voor de Deutsche Reichsbahn.
Van september tot eind oktober 1944 was de SS-bouwbrigade I ondergeschikt aan het concentratiekamp Buchenwald en vervolgens aan het concentratiekamp Mittelbau.
Tussen 5 en 7 april 1945 werden de gevangenen uit Rehungen, samen met die van Hohlstedt, via omwegen naar een subkamp van het concentratiekamp Mauthausen gebracht, waar ze op 5 mei 1945 werden bevrijd door leden van het Amerikaanse leger.

## Na de oorlog
Na de oorlog moesten alle Sovjetburgers, in uitvoering van een in Jalta afgesloten akkoord, terug naar hun vaderland.
Een paar uitzonderingen konden een tweede maal onderduiken en in België blijven, zoals de Rus Nicolas Dubakov en de Oekraïner Grigory Zbovorski.

### Ontsnapte gevangen bleven in de omgeving wonen
Verschillende politieke gevangenen vestigden zich ook in de omgeving van het kamp. Gevangene Walter Oprysk, een Oekraïner, vestigde zich als schoenmaker in Handzame. De Pool Jan Wojtaś werd eerst boer en daarna handelaar.
Grigory Zbovorski huwde met een West-Vlaamse en werd bouwvakker. Hij bouwde later in zijn eigen huis een schuilkelder voor vijftien personen.
Veel ontsnapte gevangenen treden in dienst bij de boer die hun leven redde.

### Publicatie boek en voorstelling
Jan Wojtaś en dokter Krijger schreven hun ervaringen neer in het boek: Duitschlands Folterkampen, uitgegeven in 1944.
Zij trokken kort na de bevrijding ook door Vlaanderen om hun verhaal te vertellen, waarbij de opbrengst naar het Rode Kruis ging.

### Voetnoot in de geschiedenis van de Tweede Wereldoorlog
Kamp Kortemark Proven had een overlijdenspercentage van 1,75% tegenover een ontsnappingspercentage van bijna 23%.

## Herdenking

### Eerste herdenking in 1944
Begin november 1944 was de eerste herdenking. Er waren een dertigtal ontsnapte gevangenen aanwezig om hun onfortuinlijke lotgenoten de laatste eer te bewijzen.
Enkele gevangenen droegen nog hun originele uniformen. Hun nummers en merktekens zijn nog duidelijk zichtbaar.
Op de originele foto genomen voor Markhove school: 4. Yvonne Vandenberghe, 5. Anna Dewulf, 6. Paul Basyn, 7. Jarosław Oprysk, 12. dokter Gommert Krijger, 16. Gabriël Basyn, 17. Valère Dewulf.

### Plechtigheid
Op 2 oktober 2019 was er een herdenkingsplechtigheid en een emotioneel weerzien met ex-gevangene Sylwester Kukuła in Kortemark.